# Lissonotus princeps
Lissonotus princeps là một loài bọ cánh cứng trong họ Cerambycidae.